# Baeckea serpyllifolia
Baeckea serpyllifolia är en myrtenväxtart som först beskrevs av Porphir Kiril Nicolai Stepanowitsch Turczaninow, och fick sitt nu gällande namn av Ferdinand von Mueller. Baeckea serpyllifolia ingår i släktet Baeckea och familjen myrtenväxter. Inga underarter finns listade i Catalogue of Life.